# Verticordia helichrysantha
Verticordia helichrysantha är en myrtenväxtart som beskrevs av Ferdinand von Mueller och George Bentham. Verticordia helichrysantha ingår i släktet Verticordia och familjen myrtenväxter. Inga underarter finns listade i Catalogue of Life.